# ازناب علیا (هوراند)
ازناب علیا روستایی از توابع شهرستان هوراند در  استان آذربایجان شرقی ایران است. این روستا بین ۱۶۴ تا ۲۲۰ نفر جمعیت دارد.

## جمعیت
این روستا در دهستان چهاردانگه قرار دارد و براساس سرشماری مرکز آمار ایران در سال ۱۳۸۵، جمعیت آن ۲۲۰ نفر (۴۳خانوار) بوده‌است.